# Явор Дачков
Явор Илиев Дачков е български журналист, телевизионен и радиоводещ.

## Биография

### Образование
Средното си образование завършва в испанската паралелка на езиковата гимназия във Враца. Висшето си образование завършва в Богословския факултет на Софийския университет със степен магистър.

### Професия
Има дългогодишна практика като журналист. Работил е в Дарик радио, радио „7 дни“, програма „Христо Ботев“, бил е водещ на „12 плюс 3“, както и на нощния блок по „Хоризонт“. На широката зрителска аудитория е познат като телевизионен водещ по БНТ, Нова телевизия, ТВ Европа. Става водещ на сутрешния блок по RE:TV през януари 2009 г..
Понастоящем е коментатор във вестник „Галерия“.
Дачков е собственик на уебсайта „Гласове“ (Glasove.com).